# Мечеть Дашогуза
Мечеть Дашогуза (туркм. Daşoguz metjidi) — мечеть в туркменському місті Дашогуз. Розташована на проспекті Герогли. Відкрито у 2015, має чотири мінарети, розрахована на 3000 осіб .

## Історія
Будівництво розпочалося у 2013 . Відкриття найбільшої в Дашогузському велаяті мечеті відбулося у жовтні 2015 за участю Президента Туркменістану Гурбангули Бердимухамедова.

## Архітектура
Загальна площа займаної території - 60 000 м². Побудована з білого мармуру, складається з купольного залу та чотирьох 63 метрових мінаретів по кутках. Цоколь фанерований гранітом. Купол виконаний у мозаїчному стилі та пофарбований у блакитний колір, має висоту 40 метрів, а діаметр – 38 метрів. На куполі нанесені аяти з Корану. Внутрішнє оздоблення також виконане блакитних тонах, із застосуванням давніх туркменських візерунків. Будівля вміщує 3000 віруючих, а обладнаний павільйон для обряду садака — 1500 віруючих.